# Currensy
Shante Scott Franklin, conocido por el seudónimo Currensy o Curren$y (Nueva Orleans, 4 de abril de 1981), es un rapero estadounidense.

## Biografía
Originario de Nueva Orleans (Luisiana), comenzó su carrera en 2002 con No Limit Records convirtiéndose en miembro de 504 Boyz. Colaboró con Master P en el disco Good Side, Bad Side (2004).
En 2004 firmó un contrato con Cash Money Records y Young Money Entertainment. Colaboró con Lil Wayne en The Carter II.
En 2009 publicó sus dos primeros álbumes. Colaboró con Wiz Khalifa en Deal or No Deal (2009) y, en 2011, en Rolling Papers. En julio de 2010 salió su tercer álbum Pilot Talk, con la participación de Snoop Dogg, Mos Def y otros. En noviembre del mismo año se lanzó Pilot Talk II, producido como el anterior por Ski Beatz.
En febrero de 2011 anunció su contratación por Warner Bros. Records a través de Jet Life Recordings. El siguiente abril, Weekend at Burnie's, su quinto álbum, fue lanzado.
En junio de 2012 lanzó The Stoned Immaculate, un álbum que alcanzó la posición número 8 en el Billboard 200.
En 2014 volvió a colaborar con Wiz Khalifa en el álbum Blacc Hollywood.

## Discografía
Álbumes de estudio
- 2010 - Pilot Talk
- 2010 - Pilot Talk II
- 2011 - Weekend at Burnie's
- 2012 - The Stoned Immaculate
- 2015 - Pilot Talk III
- 2015 - Canal Street Confidential

Álbumes independientes
- 2009 - This Ain't No Mixtape
- 2009 - Jet Files

Álbumes colaborativos
- 2011 - Covert Coup (con The Alchemist)
- 2011 - Jet World Order (con Jet Life)
- 2012 - Muscle Car Chronicles (con Sean O'Connell)
- 2012 - Jet World Order 2 (con Jet Life)

EP
- 2013 - Live in Concert (con Wiz Khalifa)